# Rusava
Rusava (jusqu'en 1924 : Rotálovice ; en allemand : Rottalowitz) est une commune du district de Kroměříž, dans la région de Zlín, en République tchèque. Sa population s'élevait à 516 habitants en 2025.

## Géographie
Rusava se trouve à 22 km à l'est-nord-est de Kroměříž, à 14 km au nord de Zlín, à 81 km à l'est-nord-est de Brno et à 248 km à l'est-sud-est de Prague.
La commune est limitée par Slavkov pod Hostýnem au nord, par Chvalčov au nord-est, par Držková à l'est, par Vlčková et Lukoveček au sud et par Brusné à l'ouest.

## Histoire
La première mention écrite de la localité date de 1667.

## Transports
Par la route, Rusava se trouve à 8 km de Bystřice pod Hostýnem, à 30 km de Kroměříž, à 29 km de Zlín, à 92 km de Brno et à 298 km de Prague.